# Višji štabni veterinar (Wehrmacht)
Višji štabni veterinar (nemško Oberstabsveterinär) je bil specialistični častniški čin za pripadnike Veterinarskega častniškega korpusa Wehrmachta, ki pa je bil nasleden preko Reichswehr od Kaiserliche Heer. Ustrezal je činu majorja.
Nadrejen je bil činu štabnega veterinarja in bil podrejen činu Oberfeldveterinärja.

## Oznaka čina
Oznaka čina je bila enaka kot za preostale, razen da je bila podlaga oz. obroba karminske barve in da so na naramenski oznaki imeli še oznako kače:
- naovratna oznaka čina (t. i. Litzen) je bila enaka za vse častnike, in sicer dve ob strani povezani črti, pri čemer se je razlikovala barva podlage glede na rod oz. službo;
- naramenska oznaka čina je bila sestavljena iz štirih prepletenih vrvic, pri čemer se je barva obrobne vrvice različna glede na rod oz. službo;
- narokavna oznaka čina (na zgornjem delu rokava) za maskirno uniformo je bila sestavljena iz ene zelene črte in dveh parov stiliziranih hrastovih listov na črni podlagi.

Galerija
- Naovratna oznaka čina
- Naramenska oznaka čina
- Narokavna oznaka čina